# Exit, Voice, and Loyalty
Exit, Voice, and Loyalty (engl. für sinngemäß: Abwanderung, Widerspruch und Loyalität) ist der Titel eines sowohl ökonomisch wie soziologisch argumentierenden Buches von Albert O. Hirschman.
In dessen Zentrum stehen drei grundlegende Reaktionsmöglichkeiten auf Leistungsabfall von sozialen Organisationen:
- die Geschäftsbeziehung zur Organisation auflösen (Exit),
- versuchen, die Beziehung durch Beschwerde, Änderungswünsche etc. wieder zu konsolidieren (Voice), oder
- die Organisation dennoch unterstützen (Loyalty).

Mischformen treten auf, oft durch Reaktionsaufschub gekennzeichnet. In der wirtschafts-, sozial- und politikwissenschaftlichen Forschung fand das Konzept große Resonanz.

## Anwendungsgebiete

### Arbeitswelt
Mitglieder von Unternehmen, Gewerkschaften etc. können bei Unzufriedenheit die Organisation verlassen bzw. die Mitgliedschaft aufkündigen (Exit) oder sie durch Beschwerde, Abwahl von Funktionären etc. zu verändern suchen (Voice).

### Bildungswesen
Studierende können bei Unzufriedenheit mit dem Inhalten oder den Rahmenbedingungen des Studiums ihr Studium entweder abbrechen oder sich einfach zurückziehen und nicht mehr erscheinen (Exit). Sie haben auch die Optionen, sich z. B. über hochschulpolitische Aktionen für bessere Studienbedingungen einzusetzen oder durch Konsultation der Studienberatung daran zu arbeiten, ihre Situation aktiv zu ändern (Voice).

### Politische Systeme
Mitglieder einer Nation können auf ein zunehmend repressives politisches System mit Emigration (Exit) oder Protest (Voice) reagieren. So reagierten beispielsweise die Bürger der DDR mit Emigration in den Westen, da sie die Option der Kommunikation mit dem politischen System zur Verbesserung ihrer Situation als nicht wirkungsvoll ansahen. Erst in der Zeit der Wende 1989 griffen die Bürger auf die Voice-Option zurück, indem sie sich zu Massenprotesten versammelten. Der Faktor Voice – die Montagsdemonstrationen – war 1989 ein wesentlicher Faktor der Systemdesintegration, welche zum Fall der Berliner Mauer führte. Interessant in diesem Zusammenhang ist, dass nach dem Prinzip der klassischen Exit-Voice-Theorie der Protest (Voice) durch einen massenhaften Exit geschwächt wird. Im Zusammenhang mit der DDR war also entweder die Emigration nicht so ausgeprägt, dass der Protest geschwächt werden konnte, oder der Protest hat durch die ausgeprägte Abwanderung der Bürger Nachdruck verliehen bekommen.